# Bo Hagström
Bo Anders Hagström, född 25 juni 1948, är en svensk programledare.
Hagström lämnade sin barndomsstad Simrishamn för att börja som journalist. Efter ett år på Nordvästra Skånes Tidningar följde tio år på Aftonbladets redaktion i Malmö under 1970-talet.
Hagström och hans hustru Maria Ståhlnacke (1938–2010) flyttade till Fuengirola i södra Spanien där de drev en krog och sände svenska nyheter i en radiokanal på Costa del Sol. Efter tio år i Spanien återvände paret till Sverige och fick anställning på Sveriges Television. Hagström producerade bland annat Gomorron Sverige och 
Sköna söndag. Han är sedan 2012 gift med konstnären Ludmilla Hagström.
Hagström har lett olika matprogram i TV, bland annat Solens mat med fotografen Per Anders Rudelius och också skrivit böckerna Solens mat och Solens smak. Han tilldelades Ollénpriset 2006 och  Rausingpriset 2011 för sina matprogram och kokböcker med fokus på matkulturen i Italien. År 2009 utsågs han till italiensk honorärkonsul.